# Örebro (condado)
Nota linguística: Não confundir grevskap (território governado por um conde) com län (divisão administrativa da Suécia).
O Condado de Örebro (em sueco: Örebro län;  ouça a pronúncia) é um dos 21 condados em que a Suécia está atualmente dividida.                                                                       
Está situado no sul da região histórica da Svealand.                                                                                                           Abrange praticamente toda a província histórica de Närke, assim como partes da Västmanland, Värmland e Västergötland.

Ocupa 2% da superfície total do país, e tem uma população de cerca de 307 834 habitantes (2024).                                                                           A sua sede administrativa (residensstad) está na cidade de Örebro.

## História
O Condado de Örebro foi fundado em 1634, e existiu até1654. Em 1779, voltou a ser condado, adquirindo então a sua forma atual.

### O Condado atual e as Províncias históricas
O condado de Örebro abrange várias províncias históricas, das quais a mais significativa é Närke.

A Svealand
O Condado de Örebro
A Província histórica de Närke

### Brasão
O seu brasão foi criado em 1944, e adquiriu a configuração atual em 1992.       
Está baseado nos brasões das 3 províncias históricas de Närke, Värmland e Västmanland.

## Geografia
O Condado de Örebro abrange praticamente toda a província histórica de Närke, assim como partes da Västmanland, Värmland e Västergötland.

O Condado de Örebro está coberto na sua maior extensão por florestas.
É constituído por duas regiões naturais: Bergslagen (com terreno acidentado e florestal, onde o ferro é extraído desde a pré-história), e Mälardalen (com terras cultivadas).

- Montanhas: Eskilsberget (446 m)
- Lagos: Vättern e Hjälmaren
- Cidades principais: Örebro, Karlskoga e Kumla

### Comunas
O condado de Örebro está subdivido em 12 comunas (kommuner):

|
| - Askersund - Degerfors - Hallsberg - Hällefors - Karlskoga - Kumla - Laxå - Lekeberg - Lindesberg - Ljusnarsberg - Nora - Örebro |

### Cidades
Os maiores centros urbanos do condado eram em 2020:

- Örebro: 126604 habitantes
- Karlskoga: 27 360 habitantes
- Kumla: 17 264 habitantes
- Lindesberg: 9 745 habitantes
- Degerfors: 9 409 habitantes

### Comunicações
O condado goza de uma posição central em relação às grandes áreas urbanas de Estocolmo, Gotemburgo e Oslo.                                                                            É atravessado pelas estradas europeias E18 (Estocolmo-Oslo) e E20 (Gotemburgo-Estocolmo), e pelas linhas férreas do Oeste (Gotemburgo-Estocolmo) e do Mälaren (Estocolmo-Örebro).                                                                              Dispõe do Aeroporto de Örebro, a 12 km a oeste da cidade de Örebro.

### Economia
A economia do Condado de Örebro está assente em indústrias tradicionais - manufatureira,  alimentar e química, e em serviços e administração, concentrados na cidade de Örebro - Instituto Nacional de Estatística (SCB) e Universidade de Örebro.

### Educação

#### Ensino superior
Existem várias instituições de ensino superior no condado:
- Universidade de Örebro (Örebro universitet; Örebro) [9]
- Escola Superior de Teologia de Örebro (Örebro teologiska högskola; Örebro) [10]

#### Cultura regional
- Museu Regional de Örebro (Örebro läns museum; Örebro)
- Sala de Concertos de Örebro (Örebro konserthus; Örebro)

### Património histórico, cultural e turístico
O condado dispõe de várias atrações turísticas:

- Castelo de Örebro (Örebro slott)
- Museu Regional de Örebro (Örebro läns museum)
- Lago Hjälmaren (Banho no verão, patinagem no gelo no inverno)
- Museu de Wadköping (Museu a céu aberto)

### Educação

#### Ensino superior
Existem várias instituições de ensino superior no condado:
- Universidade de Örebro (Örebro universitet; Örebro)
- Escola Superior de Teologia de Örebro (Örebro teologiska högskola; Örebro) [13]

### Cultura regional
- Museu Regional de Örebro (Örebro läns museum; Örebro)
- Sala de Concertos de Örebro (Örebro konserthus; Örebro)

## Política e administração regional

### Órgão administrativo regional
Como subdivisão regional, o condado é chefiado por um governador (landshövding), nomeado pelo governo, e tem a missão de executar as tarefas administrativas do estado nesse mesmo condado, contando para tal com o ”Conselho Administrativo do Condado de Örebro” (Länsstyrelsen i Örebro län). 

### O condado e a região
No mesmo território do Condado de Örebro (län), opera a Região Örebro (region). Enquanto que o condado é um órgão administrativo – cujo governador é nomeado pelo estado, a região é um órgão político – eleito pelos cidadãos, e responsável pela gestão local da saúde, transportes, cultura, etc…

### O condado na União Europeia
No âmbito da União Europeia, o Condado de Örebro é uma unidade estatística do tipo (Nuts 3).